# Barrage du Muttsee
Le barrage du Muttsee (en allemand : Muttsee-Staumauer) est un barrage-poids situé dans le Limmerental sur le territoire de la commune de Linthal dans le canton de Glaris en Suisse. Il dispose d'une centrale solaire photovoltaïque installée sur son mur. Situé à 2 476 m d'altitude, c'est le barrage le plus élevé d'Europe.

## Histoire
Dans le cadre du projet « Linthal 2015 » qui consiste à créer la centrale Linth-Limmern en tirant parti des installations existantes du barrage de Limmern, l'exploitant Axpo lance la construction d'un second barrage au-dessus du barrage de Limmern sur le lac naturel du Muttsee situé à 2 450 m d'altitude pour en augmenter la capacité de 9 à environ 25 millions de mètres cubes. La nouvelle installation profite du barrage de Limmern existant en utilisant l'eau de son réservoir pour le pompage-turbinage,,,.
Le site n'étant accessible que par des sentiers pédestres, deux téléphériques lourds sont construits de manière temporaire afin de transporter le matériel nécessaire à la construction du barrage. La première section est capable de transporter des charges de 40 tonnes et la seconde, 30 tonnes.

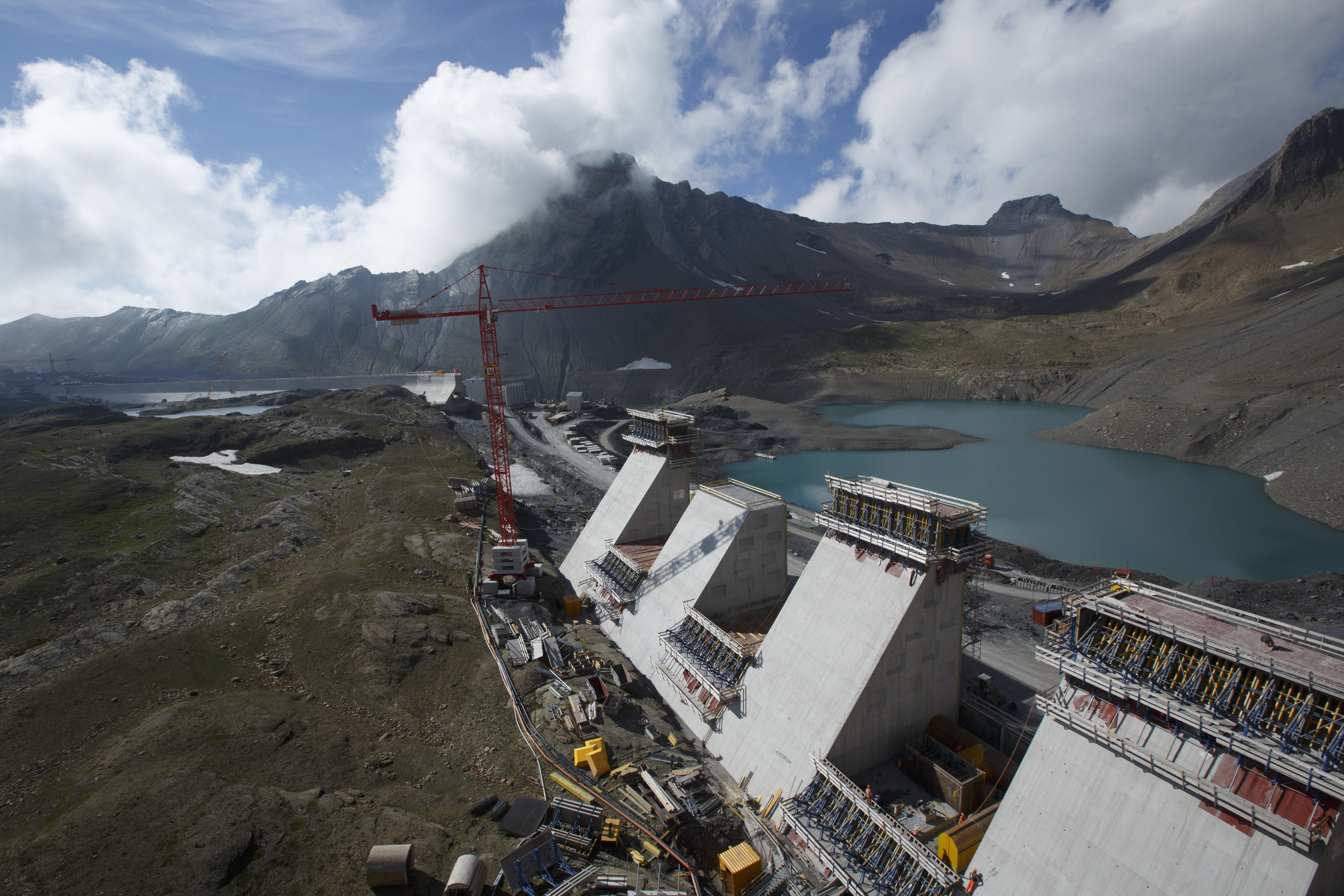
Construction du barrage en 2013.

Le barrage est inauguré le 9 septembre 2016. Situé à 2 476 m d'altitude, c'est le barrage le plus élevé d'Europe. Son mur de 1 025 m de long est le plus long de Suisse,.
Souhaitant tirer parti de l'installation en altitude où l'ensoleillement est idéal, Axpo lance l'installation d'une centrale solaire photovoltaïque, nommée « AlpinSolar », sur le mur du barrage en 2019. 5 000 modules couvrant une surface totale de 10 000 m2 sont installés et opérationnels en octobre 2021,,.

## Pompage turbinage
Les eaux du barrage alimentent la centrale Linth-Limmern d'une puissance de 1 000 MW. La capacité totale de stockage d'électricité est estimée à environ 33 GWh, soit un turbinage de 33 heures à puissance nominale.

## Centrale solaire
La centrale solaire photovoltaïque dispose d'une puissance de 2,2 MW. La production annuelle moyenne est estimée à 3,3 GWh.

## Muttsee

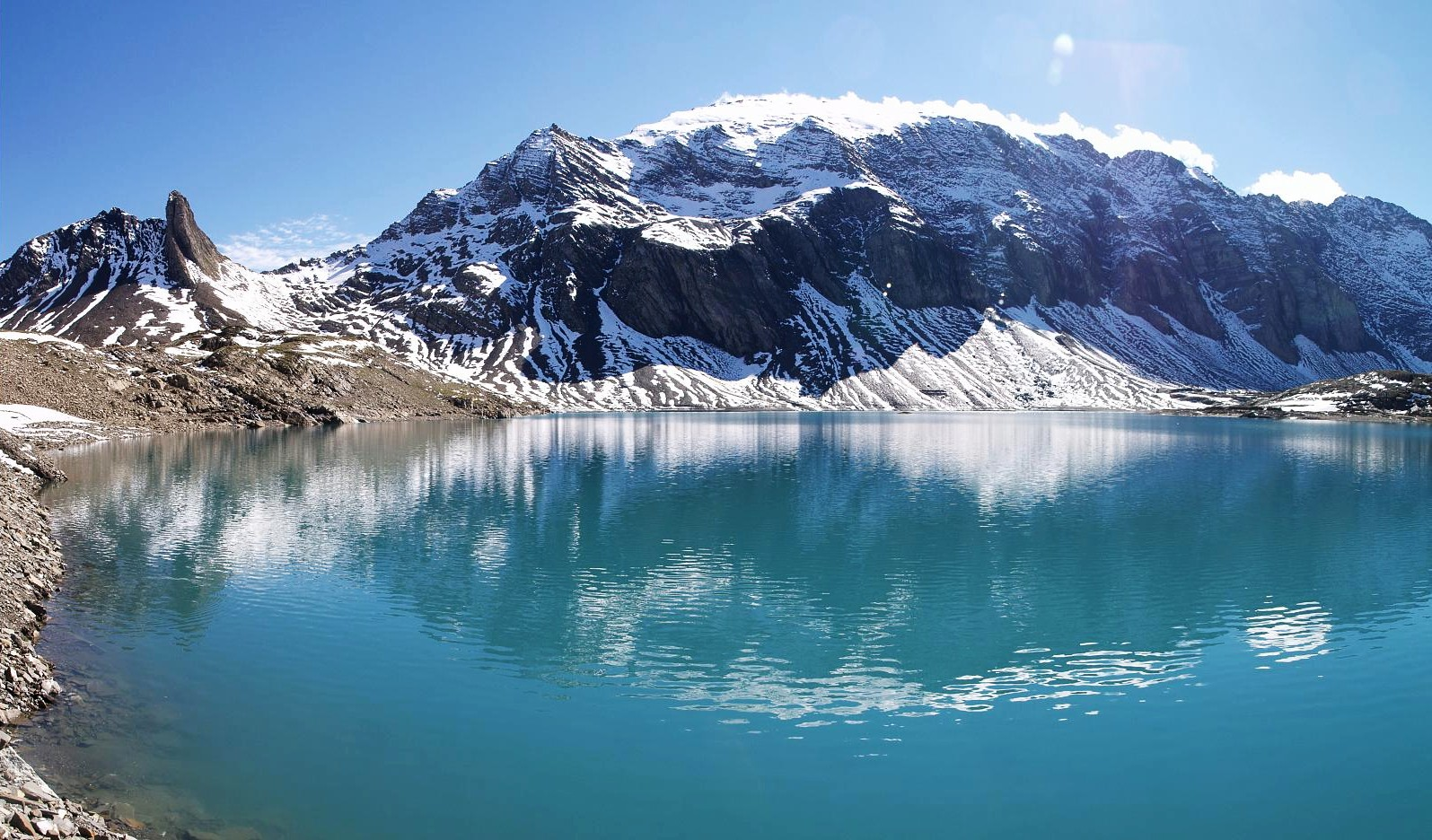
Muttsee avant la construction du barrage.

Le Muttsee est à l'origine un lac naturel dont la capacité a été augmentée par la construction du barrage. Situé à une altitude de 2 476 m, il peut contenir 25 600 000 m3 d'eau.